# سیکتوس سوم
پاپ سیکتوس سوم (به انگلیسی: Pope Sixtus III) یکی از پاپ‌های کلیسای کاتولیک رم بود که بین سال‌های ۴۳۲ تا ۴۴۰ میلادی پاپ بود.